# اچ‌اس‌وی سناتور

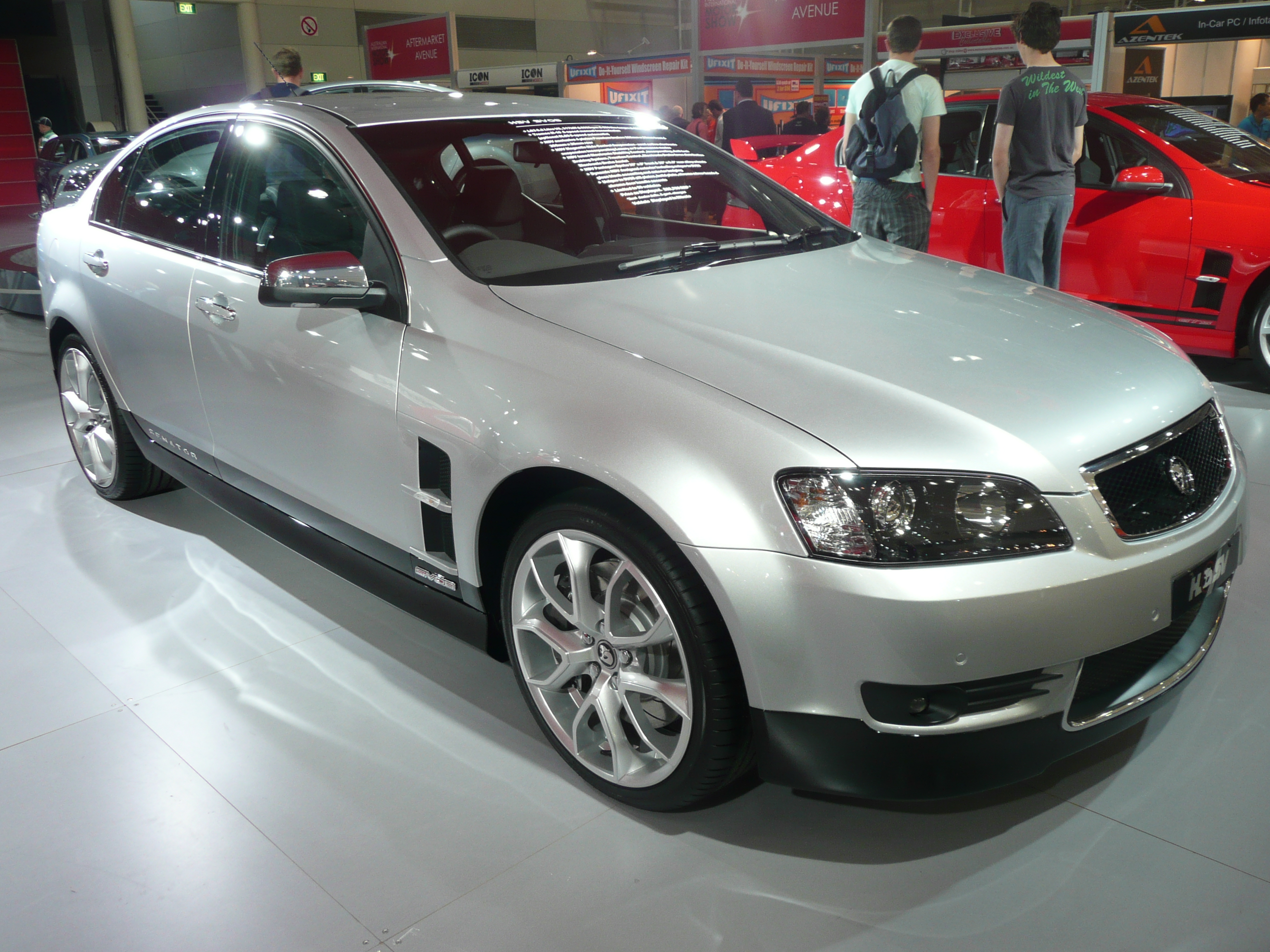

اچ‌اس‌وی سناتور (HSV Senator) خودرویی است که از سال ۱۹۹۲ تا کنون در استرالیا تولید شده‌است.
این خودرو در کلاس خودرو سایز بزرگ قرار گرفته، طراحی آن خودروهای موتور جلو-محور عقب بوده است. 